# Ryan Cook
Ryan W. Cook, ameriški bejzbolist, * 30. junij 1987, Clovis, Kalifornija, ZDA.
Cook je poklicni metalec za ekipo Oakland Athletics v ligi MLB.

## Ljubiteljska kariera
Cook je obiskoval lokalno srednjo šolo v Clovisu in že tam obetal kot metalec. Po opravljeni srednji šoli pa se ni odpravil ravno daleč, saj se je vpisal na Univerzo v Južni Kaliforniji in tam igral bejzbol za ekipo Trojancev.

## Poklicna kariera

### Arizona Diamondbacks
Cook je bil izbran s strani ekipe Arizona Diamondbacks v 27. krogu nabora liga MLB leta 2008. Prvič so ga na najvišjo stopnjo vpoklicali 20. julija 2011.

### Oakland Athletics
9. decembra 2011 je bil Cook skupaj z Jarrodom Parkerjem in Collinom Cowgillom poslan k ekipi Oakland Athletics v zameno za Trevorja Cahilla in Craiga Breslowa. 27. aprila 2012 je v tekmi proti ekipi Baltimore Orioles Cook postal 61. igralec v zgodovini lige MLB, ki je zabeležil kar 4 izločitve z udarci v eni menjavi.

## Igralski profil
Cook uporablja štiri različne mete. Njegov najpogostejši met je 4-šivna hitra žoga v območju med 151 in 156 kilometri na uro. Prav tako ima v svojem repertoarju še drsalca, ki ga meče pri okoli 136 kilometri na uro, prepolovnika pri približno 145 kilometrih na uro in 2-šivno hitro žogo s hitrostmi podobnimi kot pri 4-šivni. Pri desničarskih odbijalcih se skorajda izključno poslužuje 4-šivne hitre žoge in drsalca, medtem ko pri levičarjih uporablja mešanico vseh štirih tipov metov.